# Dundee United F.C.
Dundee United Football Club je profesionalni nogometni klub smješten iz grada Dundeeja, Škotska. Trenutačmo nastupa u Championshipu, drugom rangu škotskog nogometa.
Klub je osnovan 1909. godine kao Dundee Hibernian. Ime po kojem je danas poznat usvaja 1923. godine. Najveći uspjesi kluba su osvajanje prve divizije u sezoni 1982./83., te osvajanje nacionalnog kupa u dva navrata (1994. i 2010.). Najveći rival kluba je Dundee. Od osnivanja domaće utakmice igra na stadionu Tannadice Park.

## Klupski uspjesi
Kup UEFA:
- Drugi (1): 1986./87.

## Vanjske poveznice
- Službena stranica
- Dundee United na Soccerbase
- Dundee United na Transfermarkt
- Dundee United na službenim stranicama UEFA-e